# 马亚尔德
马亚尔德（西班牙語：Mayalde）是西班牙卡斯蒂利亚-莱昂萨莫拉省的一个市镇。总面积44平方公里，总人口251人（2001年），人口密度6人/平方公里。